# 宅原城
宅原城（えいばらじょう）は、摂津国有馬郡（兵庫県神戸市北区長尾町宅原（鹿の子台北町））にあった日本の城。

## 概要
鹿の子台北町7丁目の台地端部に立地する平山城である。遺跡の面積は7570平方メートルを測る。本郭内には、「伊賀守信貞ノ城址」と刻まれた城址碑が建っているが、姓名は不明。